# Лелантинска война
Лелантинската война (на гръцки: πόλεμος Χαλκιδέων καὶ Ἐρετριῶν pólemos Chalkidéon kaì Eretriōn) e конфликт между гръцките полиси Халкида и Еретрия от ок. 710 до 650 пр.н.е. заради плодородната Лелантска равнина на остров Евбея.
Халкида побеждава и владее Лелантската равнина до 506 пр.н.е.